# Charles Chalmont, Marquis de St. Ruth
Charles Chalmont, Marquis de Sainte Ruth (* circa 1650; † 22. Juli 1691 bei Aughrim) war ein französischer General. Zu Beginn seiner militärischen Laufbahn kämpfte er gegen die Protestanten in Frankreich. Später focht er auf Seiten der Jakobiten gegen Truppen Wilhelms III. in Irland, wo er in der Schlacht von Aughrim starb.

## Leben
Chalmont wurde um 1650 in Frankreich geboren. Er war mit Marie de Cossé, der Witwe von Charles de La Porte, Duc de La Meilleraye, verheiratet. Marie, die 1622 geboren wurde und somit um einiges älter war als Charles, starb 1710. Ihre Ehe blieb kinderlos.
Saint-Simon zeichnet in seinen Memoiren ein wenig schmeichelhaftes Bild von St. Ruth. Er beschreibt St. Ruth als „Gentleman für Arme“, hochgewachsen und gut gebaut, aber ausnehmend hässlich; ein galanter Soldat, aber berüchtigt für häusliche Grausamkeit. Saint-Simon zufolge uferte die Gewalt seiner Frau gegenüber dermaßen aus, dass sie sogar den König bat, einzuschreiten. Ludwig XIV. zeigte großes Mitgefühl und befahl ihrem Mann, die Gewalt zu unterlassen; als die Misshandlungen andauerten, begann der König St. Ruth auf unnötige Missionen zu schicken, um dessen Frau von seiner Anwesenheit zu befreien. Saint-Simons Ausführungen sind allerdings zu relativieren, da er erst 16 Jahre alt war, als St. Ruth starb, obwohl sie sich offensichtlich begegnet sind.

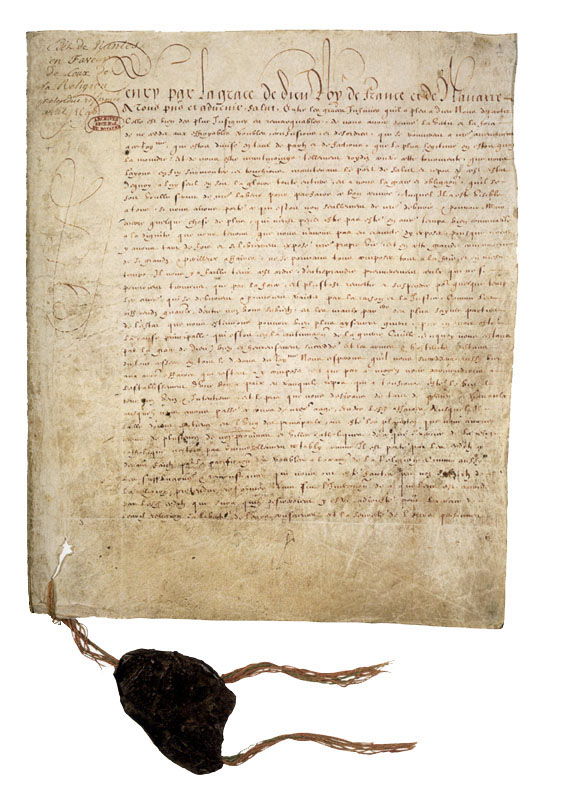
Edikt von Nantes

## Edikt von Nantes
Nach der Aufhebung des Edikts von Nantes 1685 kam es zu einer Massenflucht von Tausenden Protestanten von Frankreich in Richtung Genf. Frankreich übte gewaltigen Druck auf das Herzogtum Savoyen aus, die fliehenden Protestanten gefangen zu nehmen und auszuliefern. Der Herzog war nicht in der Lage, einen neuen Krieg mit oder eine Besetzung durch Frankreich zu riskieren. Der Marquis de St. Ruth, der General des Königs von Frankreich, befahl, die Wohnhäuser niederzubrennen, falls „die Sippen der Ternier und der Gaillard nicht achteinhalb Viertel der normalen Steuer und außerdem acht weitere Viertel als Beitrag zum Krieg zahlen würden.“ Die Bevölkerung, mit diesem Dilemma konfrontiert, musste die Steuer an le marquis de Saint-Ruth zahlen.

## In Savoyen
1690 belagerte der Marquis de St. Ruth Annecy und trug seinen Teil zum Sieg in der Schlacht von Staffarda und anderen Schlachten bei. Er führte die Operation gegen das Château d’Aléry an, welches heute der Familie Aussedat gehört und wieder restauriert wurde.

## Ankunft in Irland
Am 20. März erreichte General St. Ruth von Brest aus Limerick, in Begleitung der Generalleutnante und dem Gouverneur. Bei seiner Landung am Quai wurde er durch Salutschüsse der Artillerie aus der Burg begrüßt. Auf seinem weiteren Weg in die Stadt standen die Soldaten zu seinen Ehren Spalier auf beiden Seiten der Straße. Der Vizekönig kam, um ihn zu begrüßen, richtete ihm das bien-venu in Irland aus und begleitete ihm zum Abendessen. Abends logierte er in einem Haus, das extra für seinen Aufenthalt hergerichtet worden war. Zusammen mit St. Ruth war eine Flotte angekommen, die neben Waffen, Kleidung für verschiedene Regimenter, Pulver und Kugeln eine beträchtliche Menge an Hafer, Mehl, Keksen, Wein und Brandy geladen hatte, was im ganzen Land sehr begrüßt wurde. Einige Tage später begann der General sich um sein Kommando zu kümmern und erließ den Befehl, dass die Armee sich auf die Schlacht vorbereiten solle. Hiervon ausgenommen wurden die Bataillone, die zur Verteidigung einiger wichtiger Städte, die noch unter der Kontrolle der Loyalisten waren, wie Limerick, Galway, Athlone und Sligo, zurückbleiben sollten.
Im April befahl der niederländische Baron de Ginkel, ein General des Prinzen von Oranien, dass seine Truppen ihre Quartiere verlassen und zur Stadt Mullingar in der Grafschaft Westmeath, circa 20 Meilen östlich von Athlone, marschieren sollen, um sich dort zu vereinigen und den Feldzug von dort zu beginnen. In Ausführung dieser Befehle erreichten einige Regimenter den Treffpunkt am 27. April; der Rest der wilhelmitischen Soldaten war noch immer auf dem Weg dorthin.
Auf Seiten der Jakobiten sandte der Marquis de St. Ruth ähnliche Befehle aus, nämlich dass die Armee König Jakobs ihre Quartiere in Richtung Athlone verlassen sollte, um am Westufer des Shannon zu biwakieren. Dies geschah, weil der Marquis erkannt hatte, dass Ginkel den Feldzug mit der Belagerung von Athlone beginnen wollte, um ungehinderten Zutritt zur Provinz Connaught zu haben. Hiervon ausgehend war der Plan, die Kontrolle über die gesamte Insel Irland zu erringen. In Ausführung der Befehle erreichten einige Regimenter Fußsoldaten die Region Anfang Mai. Zur selben Zeit traf aus allen Richtungen Kavallerie ein.
Zu Beginn des Monats Juni sammelte sich die aus englischen, dänischen, deutschen, niederländischen und französisch-hugenottischen Soldaten bestehende Armee König Wilhelms bei Mullingar. Am 6. Juni marschierten sie in Richtung Athlone, um dieses „Tor nach Connaught“ einzunehmen. Am 7. Juni erreichte das Heer die Ortschaft Ballymore, auf halbem Weg zwischen Mullingar und Athlone. Dort befand sich ein Fort am Ufer eines Sees, das von den Iren im vorangegangenen Winter verstärkt worden war.

## Die Belagerung von Athlone
Bei Athlone angekommen begannen die Wilhelmiten unverzüglich mit der Belagerung. Die Stadt wurde über viele Tage gut verteidigt, doch gelang es den Belagerern schließlich, die Stadt einzunehmen. Eine Kombination aus Unterschätzung der Lage und Fehlurteilen auf Seiten der Jakobiten trugen hierzu maßgeblich bei.
Als St. Ruth hörte, dass Athlone gefallen war, war er sehr bekümmert. Dennoch befahl er einigen Truppen, zur Stadt zu marschieren und sie zurückzuerobern, falls das machbar wäre. Doch die Offiziere verzeichneten, dass die Verschanzungen außerordentlich gut bewacht und möglicherweise von einer feindlichen Armee unterstützt wurden, sodass sie unverrichteter Dinge zurück ins Lager kehrten.
Der Verlust von Athlone am 13. Juni bestärkte das Urteil der Gegner des Herzogtums Tyrconnell. Wäre Tyrconnell nicht eingenommen worden, wären auch Athlone und die Provinz Connaught gerettet worden. Als die Nachrichten vom Fall Athlones den Herzog von Tyrconnell in Limerick erreichten, verstärkten sich seine Sorgen nochmals, dass er so bedauernswert sei, da ihm nicht gefolgt werden würde, wenn er Wege vorschlagen würde, sein Land vor dem totalen Ruin zu bewahren. Er musste seine Ansichten über den restlichen Feldzug unter allen Umständen überbringen. Denn er hatte von Plänen gehört, das Schicksal des Königreichs in einer einzigen Schlacht entscheiden zu wollen, wovon er nicht überzeugt war. Seiner Ansicht nach wäre eine Verteidigungs- und Verzögerungstaktik erfolgversprechender, da er erwartete, durch Verstärkungen aus Frankreich im nächsten Jahr überlegen zu sein. Zwischenzeitlich würde er die irische Kavallerie über die Banagher Bridge in die Provinz Leinster schicken, um Beutestücke zu sichern und auch katholische Einwohner von dort zu rekrutieren.

## Ankunft in Aughrim
General St. Ruth, dem bewusst war, dass er den Verlust von Athlone vor König Jakob nicht rechtfertigen könnte, solange er eine ansehnliche Armee befehligte, hielt es nicht für angebracht, Tyrconnells Empfindungen zu teilen und entschied sich das Königreich in einer gerechten Schlacht zu riskieren. Er war fest entschlossen, in Irland unterzugehen und sich begraben zu lassen oder die Kontrolle über das Land schnell zurückzugewinnen. Am späten Mittag des 30. Juni 1691 befahl er seiner Armee, das Lager vor Athlone abzubrechen, da er überzeugt war, dass seine Armee stark genug sei. Er marschierte in Richtung Limerick in kleineren Etappen, bis er kurz hinter dem Dorf Aughrim in der Grafschaft Galway anlangte, etwa 20 Meilen vor Athlone und circa 30 Meilen entfernt von Limerick. Das dort vorgefundene Gelände erachtete er als geeignet für seine Zwecke und so ließ er dort in Erwartung des Feindes die Lager aufschlagen. Seine Armee blickte im Osten in Richtung Athlone. Vor seinen Stellungen befand sich Marschland, das von Fußsoldaten passiert werden konnte, nicht aber von Kavallerie. An jedem Ende des Moors lagen Passagen, über die die feindlichen Reiter seine rechte und linke Flanke erreichen konnten.
Die Passage zur rechten war eine kleine Furt über einen Bach durch das Moor. Der Überweg zur linken war ein alter, beschädigter Damm, der es nur zwei Pferden auf einmal erlaubte, zu passieren, und 60 Yards (ca. 55 Meter) lang war. Über dem Damm und etwa 35 Meter zur Linken befand sich die Burg von Aughrim. St. Ruth arrangierte seine Armee in zwei Reihen.

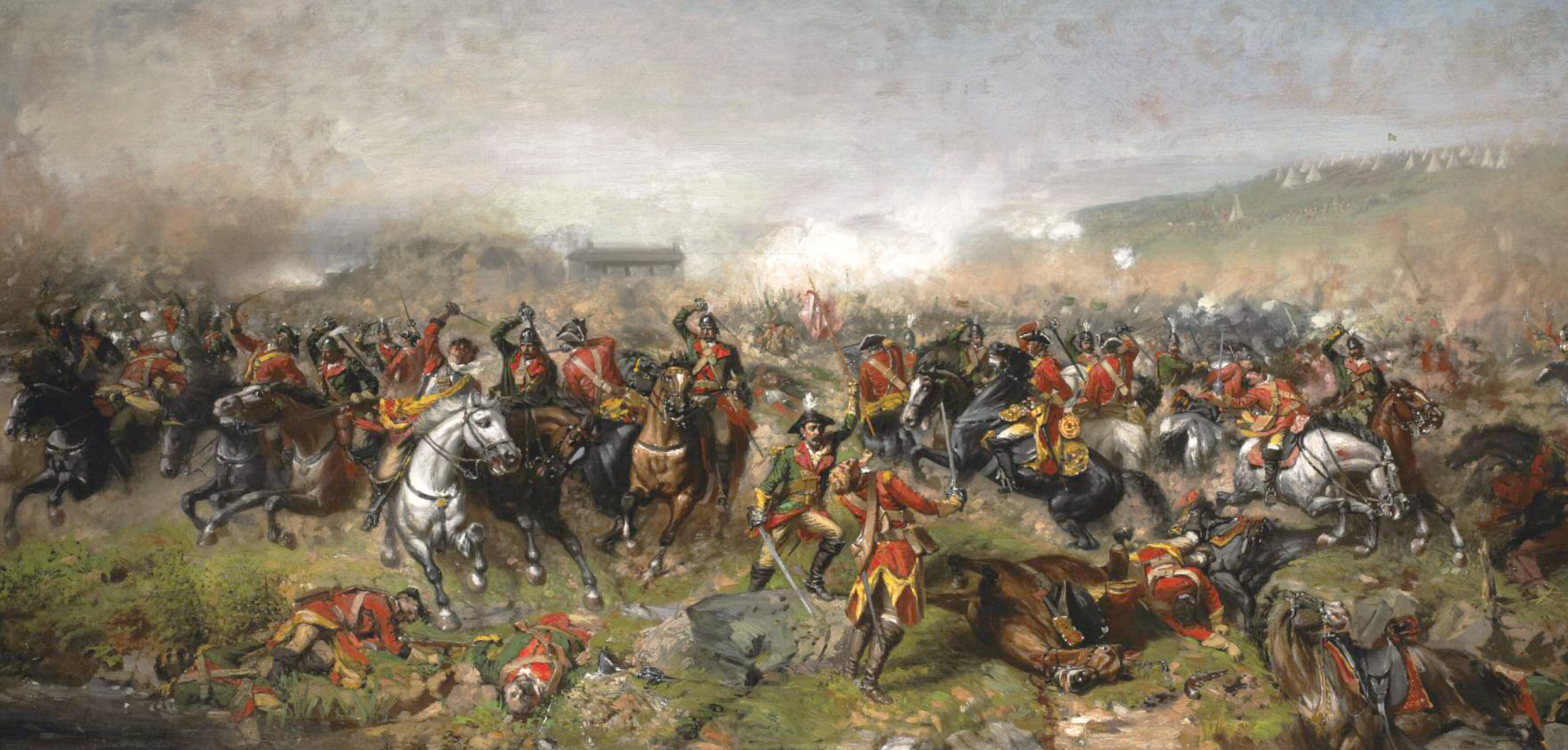
Schlacht von Aughrim von John Mulvany

## Tod in der Schlacht von Aughrim
Am Sonntag, dem 22. Juli 1691 gregorianischer Zeitrechnung, während der Morgenmesse um 6:00 Uhr, wurde bemerkt, wie sich die wilhelmitische Armee den jakobitischen Stellungen aus Richtung Ballinasloe näherte.
General Ginkel, der wilhemitische Befehlshaber, bemerkte im Verlauf der Schlacht, dass seine Armee im Begriff war, die Schlacht zu verlieren. Sein Zentrum war komplett zusammengebrochen und sein linker Flügel hatte massive Verluste erlitten, ohne dass noch eine Möglichkeit bestand, die Zielvorgaben zu erreichen. Ginkels rechter Flügel sollte die irische linke Flanke angreifen, was aber nicht ohne Gefahr möglich war. Ginkel war mit der Situation offensichtlich überfordert und wusste nicht, was er tun sollte außer flüchten. Tatsächlich gab es einige Anzeichen, die nahelegen, dass bereits Vorbereitungen zur Flucht getroffen worden waren. Auf Seiten der Jakobiten bemerkte General St. Ruth die Verwirrung des Gegners und wähnte sich siegessicher, sodass er vor Freude ausrief: „The day is ours, my children!“ („Der Tag ist unser, meine Kinder!“)
St. Ruth, der den Reitern Anweisung gegeben hatte, dem Feind am Damm zuzusetzen, fühlte sich bemüßigt, sie bei der Ausübung seiner Befehle zu beobachten, damit bei dieser vermeintlich letzten Operation keine Fehler geschehen würden und der greifbare Sieg bei diesem blutigen Gemetzel nicht in letzter Sekunde entglitte. Während er einen kleineren Hügel hinunterritt, um zum Ort des Geschehens zu gelangen, wurde er von einer Kanonenkugel getroffen. Die Kanoniere wollten mit der Kugel eigentlich die Truppen treffen, die den Damm verteidigen sollten, sie traf aber den Marquis inmitten seiner Leibwächter direkt in den Kopf und enthauptete ihn. Sein Tod wurde auch dem Feind durch einen Deserteur sofort bekannt, der hastig an den Damm geeilt war. Ohne Führung und Koordination entglitt den Jakobiten unter diesen Umständen der sichergeglaubte Sieg doch noch. Über 7.000 Soldaten aus verschiedenen europäischen Nationen wurden in dieser Schlacht getötet.
St. Ruths Leichnam wurde vom Schlachtfeld getragen und nach Loughrea gebracht. Dort wurde er nachts im Geheimen auf dem Friedhof des Karmeliten-Klosters beerdigt.